# Lotería de la Cruz Roja Colombiana
La Lotería de la Cruz Roja es una institución colombiana sin ánimo de lucro encaminada a generar recursos económicos a través de la explotación, administración y operación de juegos de suerte y azar fue creada en 1965 por el presidente de la Cruz Roja Colombiana Jorge Cavelier y el doctor Diego Llinás Pimienta con el fin de recaudar fondos para la Cruz Roja Colombiana, el 80% de los recursos obtenidos por las ventas son invertidos en proyectos y programas en salud a las comunidades más desfavorecidas de Colombia
Con ocasión de los 100 años de fundación de la cruz roja internacional nace la idea de crear una lotería de la mano del presidente de la Cruz Roja Colombiana, Profesor Jorge Cavelier y del doctor Diego Llinás Pimienta.
El primer sorteo de la lotería se realizó el 6 de abril de 1965, en sus inicios las ganancias de la lotería eran destinadas a la gestión de la escuela de enfermeras de la Cruz Roja, el desarrollo del programa nacional de banco de sangre y las necesidades del socorro nacional.
Con el paso del tiempo los ingresos generados por la lotería se usaron para más acciones humanitarias como Saneamiento de aguas, control de epidemias, ayudas humanitarias entre otras.
La lotería es una de las más conocidas del país, se vende en al menos 27 de los 32 departamentos de Colombia La lotería se juga los martes a las 22:50, a excepción de los días festivos, que se aplaza el sorteo para el siguiente día hábil, el premio mayor de la lotería es de $5000 millones de pesos colombianos.